# Angela McArdle
Angela Elise McArdle (nacida el 7 de junio de 1983) es una política estadounidense de Texas y California que fue elegida el 28 de mayo de 2022 como la 22° y actual presidenta del Comité Nacional Libertario (LNC). También fue secretaria del Partido Libertario de California desde abril de 2018 hasta abril de 2019, y fue miembro de la junta del Caucus Mises.

## Primeros años y educación
McArdle ha trabajado como asistente legal  durante más de once años. Actualmente trabaja en litigios y también tiene una práctica privada donde brinda servicios legales de autoayuda a clientes de bajos ingresos. La mayor parte de las prácticas de McArdle se enfoca en bienes raíces y derecho constitucional.
Angela recibió su Licenciatura en Liderazgo Organizacional de la Universidad de Biola en 2009 y un Certificado Paralegal de UCLA Extension en 2013. Angela también está capacitada como terapeuta craneosacral a través del Instituto Upledger.

## Carrera política
McArdle fue el candidato libertario en las elecciones especiales del distrito 34 del Congreso de California de 2017. Terminó las primarias en el puesto 17 de un campo de 22 candidatos con un 0,8%. McArdle volvió a postularse para el puesto en 2018 y terminó en tercer lugar en un campo de 3 candidatos con un 8,4 %.
En Porcfest 2021, un festival libertario anual celebrado en New Hampshire, el director ejecutivo del Free State Project, Jeremy Kauffman y McArdle debatieron qué estrategia es más eficaz, la estrategia del partido libertario o la estrategia del movimiento del Free State.Kauffman argumentó que, "Hay más personas en esta sala que son miembros electos de la Cámara de Representantes de NH y exmiembros del Partido Libertario que miembros del Partido Libertario en todo el país".McArdle luego contraargumentó que si bien quiere que el Free State Project tenga éxito, sostiene que el Free State Project no podría haber existido sin la infraestructura política proporcionada por el Partido Libertario desarrollada a lo largo de cinco décadas.
En 2021 y 2022, McArdle fue candidato a presidente del Comité Nacional Libertario. Fue respaldada por el Caucus Mises, del cual también era miembro de la junta. Fue elegida para el cargo en la Convención Nacional Libertaria de 2022 el 28 de mayo.

## Presidenta del LNC

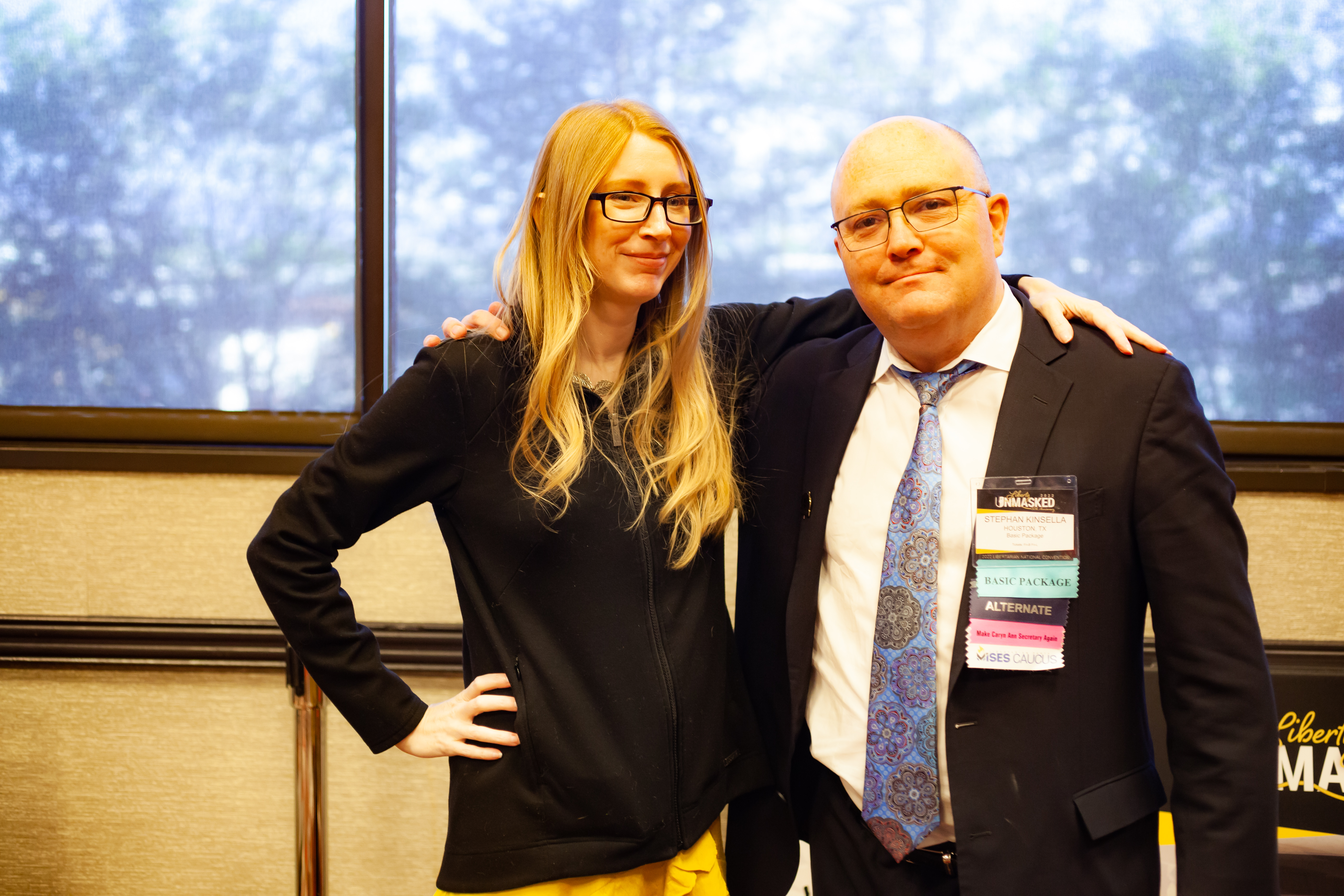
Stephan Kinsella y Angela McArdle en la Convención Nacional Libertaria 2022 en Reno, Nevada.

El 3 de diciembre de 2022, McArdle se convirtió en la primera presidenta nacional conocida en los Estados Unidos que dio a luz durante su mandato.
McArdle criticó abiertamente la efímera campaña de Joe Exotic en las primarias presidenciales del Partido Libertario de 2024.
En febrero de 2023, McArdle habló en la manifestación Rage Against the War Machine, organizada conjuntamente con el Partido Popular, donde pidió un recorte a toda la ayuda a Ucrania y que Ucrania entregue todos sus territorios ocupados por Rusia.En junio, McArdle también escribió un op-ed para Newsweek argumentando que las fuerzas rusas no estaban cometiendo un genocidio en Ucrania.
McArdle respaldó notablemente al candidato libertario Chase Oliver en las elecciones presidenciales de los Estados Unidos de 2024 como vehículo para la victoria de Donald Trump.Dijo que Oliver le quitaría más votos al candidato demócrata y que sería un desafío lograr que los libertarios y los independientes de centroderecha voten por él, por lo que tendría más sentido convertir a Oliver en un candidato saboteador para los demócratas.